# Dalceridae
Dalceridae là một họ nhỏ gồm 84 loài bướm đêm. Chúng phân bố chủ yếu ở vùng Neotropical, một vài loài có thể gặp ở phía nam của vùng Nearctic.
Chúng là các loài bướm đêm kích thướng trung bình hoặc nhỏ trên thân có nhiều lông. Ấu trùng giống ốc sên và cùng với ấu trùng của sáu loài thuộc họ Limacodidae và Megalopygidae được gọi là sâu ốc sên (slug caterpillars).